# Кураринов синдром
Кураринов синдром познат и као Кураринова тријада , је редак аутозомно доминантно наследни поремећај који  карактерише тријада абнормалности: сакрална агенеза (ненормално развијена доња кичма), аноректална малформација (најчешће у облику аноректалне стенозе) и пресакралне масе која се састоји од тератома, предња сакрална менингокела или обоје.  Међутим, само 1 од 5 случајева са Курариновим синдромом има све три абнормалности.
Кураринов синдром се сматра поремећајем спектра са великим варијацијама у озбиљности. До једне трећине пацијената је асимптоматски и може се дијагностиковати само у одраслом добу искључиво на рендгенским и ултразвучним прегледима који се раде из различитих разлога. Кураринова тријада је најчешће узрокована мутацијама у гену МНКС1.
Од рођења пацијенти са овим синдромом пате од тешко затвор. Лечење зависи од врсте и тежине присутних абнормалности, које може укључивати и хируршки гтретман.

## Историја
Први извештај о синдрому објавио је Роџер Л. Џ Кенеди 1926. године. Међутим, опис тријаде као јединственог ентитета дефинисали су Гвидо Курарино и његове колеге 1981. године, и отуда је скован епоним „Курарино синдром“ (ЦС, ОМИМ #176450).
Јејтс и сарадници, су били први који су описали аутозомно доминантни начин наслеђивања у Курарино синдрому.

## Епидемиологија
Како Кураринов синдром показује екстремну променљиву експресивност са многим асимптоматским случајевима, често се занемарује или погрешно дијагностикује, што је чињеница која се ипак супротставља шанси да се прецизније дефинише његова права учесталост.
Полне разлике
На основу расположивих података из више од 60 студија које су извештавале о пацијентима са мутацијама повезаним са Курариновим синдром, открили су нешто већу стопу инциденције код жена са односом између жена и мушкараца од 1,39:1.

## Патогенеза
Три главне карактеристике Курарино синдрома су:
1. Дефекти предње сакралне кости, познати као сакрални сакрални или српасти сакрум, или потпуна сакрална агенеза испод С2;
2. Аноректална малформација (често клинички присутна као хронична констипација);
3. Пресакрална маса, која представља предњу менингоцелу, тератом или ентеричну цисту или било коју комбинацију ових.[5][11][12][13]

Током 2008. године, Кретоле и сарадници. сугерисали су да дефекте неуралне цеви такође треба сматрати четвртом главном клиничком карактеристиком Курарино синдрома.  Ови дефекти обухватају привезану пупчану врпцу, масни, задебљани филум и/или липом кичменог стуба и неуроентеричне цисте.
Тератоми у централном нервном систему су често бенигни, међутим, малигна трансформација је примећена чак и у детињству. Постоје докази да је ризик од малигне трансформације сакрококцигеалног тератома и пресакралног тератома у Курарино синдрому различит упркос сличном положају и изгледу. 
Дирик и сарадници. анализирали су 205 сакрококцигеалних тератома и 16 пацијената са Курарино синдромом у ретроспективној студији.  Пацијенти са сакрококцигеалним тератомом имали су ниже преживљавање без малигнитета од пацијената са пресакралним тератомом повезаним са Курарино синдромом (58% према 100% након две године). Међутим, недостају поуздани биомаркери који предвиђају ризик од малигнитета. Неки аутори су предложили уклањање тумора, чак и код асимптоматских пацијената.
Као додатна карактеристика у вези са Курарино синдромом је аномалије Милеровог канала (нпр дворога материца, септирана вагина, агенеза или хипоплазија материце и вагине) која је нађене у до 15% случајева.
Додатни генитоуринарни налази у Курарино синдрому обухватају:
- потковичасти или дуплекс бубрег,
- везикоуретерални рефлукс,
- неурогену бешику,
- рекурентне инфекције уринарног тракта,
- уринарну инконтиненцију и
- хидронефрозу.[18]

Кашњење у развоју такође може бити присутно и представља траг за цитогенетску аномалију која укључује 7к36.3.
Како Курарино синдром показује променљиву експресивност, пацијенти се могу препознати или са комплетним спектром или само са компонентама четири главне карактеристике. Пријављени су чак и потпуни асимптоматски носиоци мутација.  Мутације које утичу на ген МНКС1 на хромозому 7к36.3. који кодира моторни неурон и хомеобок протеин 1 панкреаса, откривене су у већини познатих случајева и код око једне трећине спорадичних пацијената са Курарино синдромом.

### Патогени концепт
Курарино и сарадници, су били први који су спекулисали да карактеристике Курарино синдром пре представљају комплекс синдрома и да деле исти ембрионални пут. У људском репном пупољку, неурална цев, нотохорда, сомити и задње црево настају из плурипотентних ћелија епибласта  око Карнегијевог стадијума 12 (ЦС12) што одговара додељеној ембрионалној старости од 29-31 дан. Примарни дефект у каудалном нотохорду може спречити неке од ових ћелија да мигрирају из примитивног чвора. Као што су предложили неки аутори, ово ће довести до дефекта на каудалном највишем аспекту нотохорде или цепања нотохорда и формирања фистуле између црева вентрално и нервних елемената дорзално или обрнуто.    Неки аутори такође сугерише да би неуспех неких ћелија епибласта да мигрирају из примитивног чвора довео до остатака на примитивној прузи, која може да опстане у сакрококцигеалном региону као тератом.

## Генетика
Поремећај је аутозомно доминантна генетска особина  узрокована мутацијом у ХЛКСБ9 хомеобок гену. Године 2000. прва велика серија случајева Курарино синдрома је генетски прегледана на мутације ХЛКСБ9 и показало се да је ген специфично узрочник за синдром, али не и за друге облике сакралне агенезе. Студија је објављена у Америчком ласопису за хуману генетику (American Journal of Human Genetics).
Клинички фенотип Курарино синдрома је изузетно варијабилан и класична тријада често је непотпуно присутна, чак и унутар исте породице. Чак и пацијенти са узрочним хетерозиготним мутацијама МНКС1, могу имати само једну или две класичне карактеристике и штавише, хронична констипација од раног детињства се често наводи као једини клинички симптом.
Такође су примећене различите повезане малформације, које су нађене у 84,5% случајева из серије од 45 пацијената са Курарино синдромом, од којих су 23 пацијента била носиоци мутације МНКС1.

### Корелација генотип–фенотип
Различите мутације пронађене у гену МНКС1 доводе до упоредивих фенотипова. Међутим, не постоји само велика варијабилност међу сродним пацијентима, већ и међу неповезаним пацијентима који деле исту мутацију. [Сходно томе, још увек није забележена очигледна корелација генотип-фенотип. Као што су предложили различити аутори, ово се може објаснити ефектима других гена/протеина који модификују експресију МНКС1 и/или функцију протеина. С друге стране, како међу носиоцима мутације МНКС1, хаплоинсуфицијенција је највероватнији узрок болести,  степен транскрипционе активности немутираног алела МНКС1 може да варира између пацијената са Курарино синдромом. Такође, варијанте секвенци у дугим некодирајућим МНКС1 антисенс РНК, МНКС1-АС1 и МНКС1-АС2,   или разлике у њиховој експресији, могу променити фенотипски исход.
Недавно су Костанцо и сарадници анализирали  податке 45 пацијената са Курарино синдромом и њихови налази су указали на корелацију са тежим фенотипом када је присутна мутација МНКС1. Ови аутори су закључили да се чини да је МНКС1 главни ген одговоран за експресију и тежину Курарино синдрома, док се чини да су повезане аномалије углавном одређене другим генима.

## Дијагноза
Наглашава се важност ране дијагнозе и мултидисциплинарне процене Курарино синдрома да би се успоставио адекватан третман ако је потребно.
Дијагноза Курарино синдрома је обично клиничка, и заснива се на утврђивању сва три елемента тријаде. Међутим, генетско тестирање се често користи као потврда дијагнозе и генетске анализе чланова породице пацијента.
Око 80% случајева Курарино синдрома се барем клинички дијагностикује пре 16. године живота.   Међутим, због великих фенотипских варијација, често је пријављивана одложена клиничка дијагноза Курарино синдрома, која је први пут откривена код одраслих.
Чак и ако мутациона анализа не може да идентификује патогену варијанту МНКС1, дијагноза Курарино синдрома се може поставити клинички. Међутим, откривање патогене мутације МНКС1 је од помоћи, посебно у случају атипичне клиничке презентације, потврда дијагнозе откривањем патогене варијанте МНКС1 би била од највеће помоћи.

## Терапија
Операција предње мијеломенингокеле није нужно индикована,  већ само у ретким случајевима у којима се очекује да маса којазаузима простор изазове затвор или проблеме током трудноће или порођаја. Фистуле између кичменог канала и дебелог црева морају се директно оперисати.
Прецизном проценом, исправан хируршки третман, укључујући неурохирургију, може се извести у једнофазном приступу.
Лечење Курариновог синдрома је слично уобичајеном лечењу аноректалне малформације (АРМ) у погледу хируршког приступа и вероватно прогнозе која углавном зависи од степена придружене сакралне дисплазије.
Сарадња педијатријских хирурга и неурохирурга је кључна. Праћење ових пацијената треба да се обави у клиници за спину бифиду.
Неурохирурзи су укључени у хируршко лечење предњих менингокела, које су често повезане са овим стањем. Прихваћени хируршки третман је предња или задња или етапа предње-задња ресекција пресакралне масе и облитерација предње менингокеле.
Предња сакрална менингокела се временом повлачи након трансдуралне лигације њеног врата.

### Задњи приступ
Постериорна процедура путем лумбалне и сакралне парцијалне ламинектомије-ламинопластике и трансдуралне лигације врата менингокеле за предње сакралне менингокеле, или алтернативно, ексцизија тумора за друге врсте пресакралних лезија.
Ендоскопска хирургија или операција уз помоћ ендоскопа преко постериорне сакралне руте може бити изводљива за лечење неких пацијената са предњом сакралном менингокелом. Предња менингокелна кеса повезана са Курарино синдромом ће се временом повући након трансдуралне лигације њеног врата.

### Предњи приступ
Брзо хируршко лечење коришћењем предњег (антериорног) приступа, ресекција кесице, затварање сакралног дефицита и одвођење фекалија резултовали су задовољавајућим исходом.